# ۹-بورابیسیکلو (۳٫۳٫۱) نونان
۹-بورابیسیکلو(۳٫۳٫۱)نونان (به انگلیسی: 9-Borabicyclo(3.3.1)nonane) یک ترکیب شیمیایی با شناسه پاب‌کم ۲۴۸۵۵۲۶۴ است. 